# SEAT Ibiza
El SEAT Ibiza es un automóvil de turismo del segmento B producido desde 1984 por el fabricante de automóviles español SEAT. Es el automóvil más vendido de SEAT. Su nombre viene dado por la isla española de Ibiza, y fue el segundo modelo de SEAT en ser nombrado a partir de una ciudad española, después del SEAT Ronda.
Desde que se presentó en el Salón del Automóvil de París de 1984 y hasta 2014 se vendieron más de 5 millones de unidades entre todos sus modelos. Representa el primer automóvil totalmente desarrollado por SEAT como compañía independiente, diseñado por  Italdesign Giugiaro, industrializado por Karmann y del motor se encargó Porsche Engineering.
A partir de la segunda generación, SEAT formó parte del consorcio automotriz Grupo Volkswagen y todas las generaciones posteriores del Ibiza, así como el resto de la oferta de SEAT, han sido construidos sobre plataformas del Grupo, compartiendo partes y tecnología.
El Ibiza abarca cinco generaciones, dentro de las cuales ha debutado tres veces (en su segunda, cuarta y quinta generación) una nueva plataforma para el Grupo Volkswagen. En todas ellas ha sido el modelo más vendido de la oferta de SEAT.
El Ibiza actualmente está disponible únicamente en su variante hatchback cinco puertas, y entre 1993 y 2009 se vendieron versiones sedán, cupé y familiar (el sedán como SEAT Córdoba).

## Primera generación (1984-1993)
El Ibiza MK1 (Tipo 021) fue presentado en el Salón del Automóvil de París de 1984 y fue el primer automóvil de SEAT como empresa independiente. Fue desarrollado a partir de la plataforma del Seat Ritmo/Ronda con la colaboración de Italdesign, Karmann y Porsche. Es un vehículo de tracción delantera con motor delantero transversal que se ofrece en carrocerías hatchback de tres y cinco puertas. Esta primera generación tuvo dos rediseños, el primero llegaría en 1988 con unos ligeros cambios y en 1991 un segundo lavado de cara algo más profundo.  
|                                   |
| Ibiza I (021 Satélites) 1984-1988 |

|                           |
| Ibiza II (021A) 1988-1991 |

|                                 |
| Ibiza (021 New Style) 1991-1993 |

También se comercializó por una empresa independiente una versión descapotable llamada Anibal F100.

## Segunda generación (1993-2002)
El Ibiza MK2 (Tipo 6K) se lanzó al mercado en 1993; en esta segunda generación cuenta con carrocería hatchback tres y cinco puertas, además de contar con las variantes sedán de cuatro y dos puertas bajo la denominación SEAT Córdoba, familiar con denominación Córdoba Vario, y furgoneta con denominación SEAT Inca. 
|                         |
| Ibiza II (6K) 1993-1996 |

|                          |
| Ibiza II (6K1) 1996-1999 |

|                          |
| Ibiza II (6K2) 1999-2002 |

## Tercera generación (2002-2008)
El Ibiza MK3 (Tipo 6L) se lanzó al mercado en 2002; esta tercera generación cuenta al igual que las anteriores con carrocería hatchback tres y cinco puertas, y a diferencia de su antecesor se reducen las variantes solo ofreciendo la carrocería sedán de cuatro puertas: el SEAT Córdoba.  
|                               |
| SEAT Ibiza III (6L) 2002-2006 |

|                                |
| SEAT Ibiza III (6L1) 2006-2008 |

## Cuarta generación (2008-2017)
El Ibiza MK4 (Tipo 6J) fue presentado en el Salón del Automóvil de Ginebra de 2008 como el Concepto Bocanegra. Fue estilizado por el diseñador belga Luc Donckerwolke con el distintivo 'arrow design' o 'diseño de flecha', dejando atrás las líneas típicas del Ibiza desde el modelo de 1984 y siendo el primero entre varios modelos del grupo VAG (VW Polo y Audi A1) en usar la plataforma PQ25 para el segmento B de superminis.
El modelo se ofrecía, como las generaciones pasadas, la carrocerías de tres puertas denominada SportCoupé o Ibiza SC y el cinco puertas. En 2010 fue añadida la variante familiar que denominaron Ibiza ST.
|                              |
| SEAT Ibiza IV (6J) 2008-2012 |

|                               |
| SEAT Ibiza IV (6J1) 2012-2015 |

|                              |
| SEAT Ibiza IV (6P) 2015-2017 |

## Quinta generación (2017-presente)
El Ibiza MK5 (Tipo 6F), es la quinta generación del modelo lanzado en 2017, desarrollado bajo la plataforma MQB A0; solo cuenta con carrocería hatchback de cinco puertas. 
En 2018 obtuvo el segundo puesto para el premio de Coche del Año en Europa.
La versión rediseñada de la quinta generación del Ibiza se presenta en abril de 2021.
|                        |
| Ibiza V (6F) 2017-2021 |

|                                     |
| Ibiza V (6F Facelift) 2021-presente |

## Producción y ventas
| Modelo     | 1984 | 1985 | 1986    | 1987    | 1988    | 1989    | 1990    | 1991    | 1992    | 1993    | 1994    | 1995    | 1996    | 1997    | 1998    | 1999    | 2000    | 2001    | 2002    | 2003    | 2004    | 2005    |
| ---------- | ---- | ---- | ------- | ------- | ------- | ------- | ------- | ------- | ------- | ------- | ------- | ------- | ------- | ------- | ------- | ------- | ------- | ------- | ------- | ------- | ------- | ------- |
| SEAT Ibiza | ?    | ?    | 121,526 | 160,907 | 192,024 | 208,210 | 202,157 | 173,236 | 112,334 | 142,987 | 140,974 | 158,284 | 153,000 | 168,492 | 180,775 | 194,245 | 199,279 | 188,427 | 197,311 | 220,497 | 183,754 | 168,645 |

| Modelo     | 2006    | 2007    | 2008    | 2009    | 2010    | 2011    | 2012    | 2013    | 2014    | 2015 |
| ---------- | ------- | ------- | ------- | ------- | ------- | ------- | ------- | ------- | ------- | ---- |
| SEAT Ibiza | 183,848 | 172,206 | 192,470 | 173,715 | 189,083 | 191.183 | 167.496 | 154.100 | 150.000 | ?    |